# Onchulus oistospiculum
Onchulus oistospiculum is een rondwormensoort uit de familie van de Onchulidae.